# ビリディアナ
『ビリディアナ』（スペイン語: Viridiana）は、1961年製作・公開のスペイン映画である。第14回カンヌ国際映画祭でパルム・ドールを受賞した。

## ストーリー
修道女を夢見るビリディアナは学費を工面してくれた伯父ハイメの呼び出しを受ける。ハイメは妻とそっくりなビリディアナを引き留めるために、睡眠薬を使って強姦したと嘘をつくも、ビリディアナは家を出て行ってしまう。その後、ハイメの自殺を知った彼女は修道女への夢をあきらめ、罪滅ぼしのために恵まれない者たちを世話する形で慈悲を与えることを思い立った。そこへハイメが他の女との間にもうけた息子・ホルヘが屋敷のリフォームのために訪れる。ホルヘはビリディアナや子持ちの女中ラモナの気を引こうとしていた。
ある日、ビリディとホルヘと女中の三人が屋敷を離れている間、留守番をしていたはずの乞食たちが大饗宴を開く。我に返った彼らはショックのあまり次々に屋敷から出てしまう。残っていた乞食のひとりはホルヘを襲って縛り上げ、別の乞食はビリディアナに襲い掛かった。ホルヘは金をだしにさらに別の乞食にビリディアナを襲った乞食を殺す。
翌日、ビリディアナがホルヘを訪ねるところで物語は幕を下ろす。

## キャスト
- シルビア・ピナル（英語版）：ビリディアナ
- フランシスコ・ラバル：ホルヘ
- フェルナンド・レイ：ドン・ハイメ
- マルガリータ・ロサーノ（英語版）：ラモナ
- ヴィクトリア・ジニー（スペイン語版）：Lucia
- テレシータ・ラバル（英語版）：Rita